# Gare d'El Guerrah
Pour l’article homonyme, voir Guerrah.
La gare d'El Guerrah (ou gare d'El Gourzi) est une gare ferroviaire algérienne située sur le territoire de la commune d'Ouled Rahmoune, dans la wilaya de Constantine.
Importante gare de bifurcation, elle permet de relier la capitale, Alger, aux grandes villes de l'Est algérien : Annaba, Constantine, Jijel, Oum El Bouaghi, Skikda, Souk Ahras et Tébessa.

## Situation ferroviaire
La gare est située dans la localité d'El Guerrah, au sud-ouest de la commune d'Ouled Rahmoune. C'est une gare intermédiaire de la ligne d'Alger à Skikda et la gare origine de la ligne d'El Guerrah à Touggourt. Elle est précédée de la gare de Teleghma et suivie de celle d'Ouled Rahmoune sur la ligne d'Alger à Skikda ; elle est suivie de celle de M'lila sur la ligne d'El Guerrah à Touggourtt.

## Service des voyageurs

### Desserte
La gare d'El Guerrah est desservie par :
- les trains grandes lignes des liaisons :
  - Alger - Annaba[1] ;
  - Alger - Tébessa[2] ;

- les trains régionaux des liaisons :
  - Skikda - Aïn Touta[3] ;
  - Constantine - Biskra[4],[5],[6].